# グリゴリー・ソコリニコフ

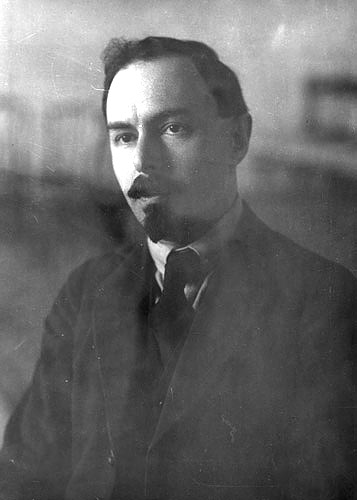
グリゴリー・ソコリニコフ

グリゴリー・ヤコヴレヴィチ・ソコリニコフ（ロシア語: Григо́рий Я́ковлевич Соко́льников、英語: Grigory Yakovlevich Sokolnikov、1888年8月3日－1939年5月21日 ）は、ソビエト連邦の政治家、外交官。ヨシフ・スターリンによる大粛清の犠牲者の一人。

## 人物
本名はギルシュ・ヤンケレヴィチ・ブリリアント（Girsh Yankelevich Brilliant、Гирш Я́нкелевич Бриллиа́нт）。ウクライナのポルタヴァ州にユダヤ人医師の息子として生まれる。しかし一家はすぐにモスクワへ移り、ソコリニコフは1905年にボルシェヴィキ（ソ連共産党）に入党している。帝政の弾圧を受けて投獄されたが、出獄後はパリ大学に留学して学んだ。ロシア革命後、ボルシェヴィキが政権を握るとソコリニコフは財務人民委員（蔵相）となり、レーニンが打ち出したNEP（新経済政策）を補佐する。1929年から1932年からは駐英ソ連大使に任じられて外交官に転じ、さらに帰国後には外務人民委員部次官となった。1935年からは軽工業人民委員部次官となったが、まもなくスターリンに警戒され、1936年7月「併行本部陰謀事件」を企んだとして逮捕された。第二次モスクワ裁判にかけられたが、銃殺刑を免れ、懲役10年の刑になっている。カール・ラデックとともにモスクワ裁判において銃殺刑が下されなかった数少ない被告の一人である。しかしソコリニコフは服役中の1939年5月に「同房者」によって殺されている。
「同房者」によるものとされていたラデックとソコリニコフの殺害は、内務人民委員部国家保安総局のピョートル・クバトキンらによって実行されたことが判明している。